# Onthophagus phukhieoensis
Onthophagus phukhieoensis es una especie de insecto del género Onthophagus, familia Scarabaeidae, orden Coleoptera.

Fue descrita científicamente por Masumoto, Ochi & Hanboonsong en 2007.